# Joseph Marcell
Joseph Marcell (Castries (Saint Lucia), 14 augustus 1948) is een Brits acteur die vooral bekend is als de cynische butler Geoffrey uit The Fresh Prince of Bel-Air. Marcell verschijnt afwisselend in Britse en Amerikaanse producties.

## Filmografie
| Year      | Title                          | Role                | Notes                                  |
| --------- | ------------------------------ | ------------------- | -------------------------------------- |
| 1974      | Antony and Cleopatra           | Eros                |                                        |
| 1978      | Empire Road                    | Walter Isaacs       |                                        |
| 1980      | The Professionals              | Nero                | Credited as Joe Marcell                |
| 1983      | Rumpole of the Bailey          | Freddy Ruingo       |                                        |
| 1985      | Juliet Bravo                   | Bold                |                                        |
| 1987      | Playing Away                   |                     |                                        |
| 1987      | Cry Freedom                    | Moses               |                                        |
| 1988      | Doctor Who                     | John                | Episode: "Remembrance of the Daleks"   |
| 1989      | Boon                           | Charlie Fowkes      |                                        |
| 1990      | Desmond's                      | Matthew McFarlane   |                                        |
| 1990–1996 | The Fresh Prince of Bel-Air    | Geoffrey Butler     | 146 episodes                           |
| 1992      | EastEnders                     | Adrian Bell         |                                        |
| 1993      | David Copperfield              | Mr. Micawber (stem) |                                        |
| 1994      | Sioux City                     | Dr. Darryl Reichert |                                        |
| 1997      | Living Single                  | Reese               |                                        |
| 1998      | In the House                   | Minister            |                                        |
| 1998      | The Bill                       | Vernon Johnson      |                                        |
| 1998      | Brothers and Sisters           | Pastor Gittens      |                                        |
| 2003–2004 | The Bold and the Beautiful     | Hudson              |                                        |
| 2006      | EastEnders                     | Aubrey Valentine    |                                        |
| 2007      | Rough Crossings                | David George        |                                        |
| 2008      | Holby City                     | Carl Webster        |                                        |
| 2008      | A Touch of Frost               | Joshua Ray          |                                        |
| 2014      | Death In Paradise              | Alexander Jackson   | Episode: "The Man with the Golden Gun" |
| 2019      | The Boy Who Harnessed the Wind | Chief Wembe         |                                        |
| 2020      | Ratched                        | Patiënt             |                                        |
|           |                                |                     |                                        |

- Library of Congress Control Number: nr2002032711
- MusicBrainz: c607ba1d-8f89-4c3e-ad49-90eccd730201
- Virtual International Authority File: 66406912
- WorldCat: E39PBJwmT7m8XQpCPPbVRcWbh3